# Exhaustive Antwortalternativen
Exhaustive Antwortalternativen (auch erschöpfende Antwortalternativen) einer geschlossene Frage sind so gewählte Antwort(kategorien), so dass alle möglichen Antworten durch Antwortvorgaben abgedeckt sind. Eine Frage ist also dann exhaustive formuliert, wenn jeder Befragte sich mindestens einer Antwortmöglichkeit zuordnen kann. Zusammen mit dem Begriff der disjunkten Antwortalternativen bilden die exhaustive Antwortalternativen eine zentrale Anforderung bei der Fragebogenkonstruktion und Antwort von Antwortmöglichkeiten.

## Beispiele

### Beispiel für eine nicht-exhaustive Antwortalternative
Wie lautet ihr Bruttomonatsgehalt?
a) mehr als 1000 bis einschließlich 2000 Euro
b) mehr als 2000 bis einschließlich 5000 Euro
Befragte mit keinem Verdienst oder unter 1000 Euro sowie Befragte mit einem Verdienst über 5000 Euro können die Frage nicht beantworten.

### Beispiel für eine exhaustive Antwortalternative
Wie lautet ihr Bruttomonatsgehalt?
a) höchstens 1000 Euro
b) mehr als 1000 bis einschließlich 2000 Euro
c) mehr als 2000 bis einschließlich 5000 Euro
d) mehr als 5000 Euro
Alle Befragten können die Frage beantworten.
Für Filterfragen ist es beispielsweise wichtig, erschöpfende Frageformulierungen zu benutzen.